# Ernst Rittweger (Richter)
Ernst Rittweger (* 18. September 1893 in Bochum; † 2. Dezember 1946 im Speziallager Nr. 1 Mühlberg) war ein deutscher Reichsgerichtsrat.

## Leben
Rittweger war der Sohn eines evangelischen Oberregierungsrat (Dr. phil). Er bestand die erste juristische Staatsprüfung 1916 mit „Auszeichnung“, die zweite 1920 mit „gut“. Im selben Jahr wurde er in Jena promoviert. Von November 1920 bis Ende April 1922 war er als Gerichtsassessor im Staatsministerium Sachsen-Meiningen bzw. nach der Bildung des Landes Thüringen bei der Gebietsregierung in Meiningen tätig. Anschließend arbeitete er als Gerichtsassessor bei der Staatsanwaltschaft in Meiningen. Im Oktober 1923 wurde er in Meiningen Landgerichtsrat und Anfang Juli 1929 Oberlandesgerichtsrat in Jena. 
Seit dem 30. Mai 1934 war er Förderndes Mitglied der SS, am 28. November 1937 beantragte er die Aufnahme in die NSDAP und wurde rückwirkend zum 1. Mai desselben Jahres aufgenommen (Mitgliedsnummer 5.909.291). Dezember 1937 wurde er Hilfsarbeiter beim Reichsgericht. Am 1. Mai 1938 ernannte man ihn zum Reichsgerichtsrat. Er war im I. und II. Strafsenat tätig. Nach seiner Verhaftung 1945 durch den NKWD ist er am 2. Dezember 1946 im Speziallager Nr. 1 Mühlberg gestorben.

## Schriften
- Kritische Betrachtung der Rechtsprechung des Reichsgerichts über die vorbeugende Unterlassungsklage, Diss. Jena 1920.

## Ehrungen
- 26. Juni 1938 Silbernes Treudienst-Ehrenzeichen